# باول بيفرز
باول بيفرز (بالإنجليزية: Paul Beavers)‏ هو لاعب كرة قدم بريطاني، ولد في 2 أكتوبر 1978 في هيستينغز في المملكة المتحدة. لعب مع أولدهام أثلتيك ودارلينجتون إف سى وشروزبري تاون ونادي سندرلاند ونادي هارتلبول يونايتد.

## وصلات خارجية
- باول بيفرز على موقع قاعدة بيانات كرة القدم.إي يو (الإنجليزية)